# 고타 강령 비판
《고타 강령 비판》(고타 綱領 批判, 독일어: Kritik des Gothaer Programms)은 1875년 5월 카를 마르크스가 독일의 사회민주주의 운동 중에서 카를 마르크스와 프리드리히 엥겔스에 가까운 아이제나흐파(派)에 쓴 편지를 중심으로 한 문서이다.
1875년 작센코부르크고타 공국의 고타에서 아우구스트 페르디난트 베벨을 중심으로 한 독일 사회민주노동자당(일명 아이제나흐파(派))이 회의를 열고 페르디난트 라살레를 중심으로 한 전독일 노동자 협회(일명 라살레파(派))와의 함께 단일 정당 결성을 선언했다. 아이제나흐파는 단일 정당 결성을 위한 강령인 이른바 고타 강령 초안을 카를 마르크스에게 보내는 서한을 요구했지만 라살레의 이론에 의한 부정적인 영향을 발견한 마르크스는 정부로부터의 양보를 위해 노동자 운동의 열망을 제한하려는 의도를 가진 기회주의자로 생각했다. 마르크스는 강령 방안에 대한 주석으로 "독일 노동자당 강령에 대한 비평 및 주석"을 전달했지만 그의 문서는 발표되지 않았다. 같은 해 5월 고타에서 아이제나흐파와 라살레파 간의 회의가 열렸는데 강령 초안을 약간 수정한 단일 정당인 독일 사회민주당이 창당하게 된다.
고타 강령 비판은 마르크스가 혁명 전략의 조직론을 상세하게 제시한 선언이며 프롤레타리아 독재, 자본주의에서 공산주의로 전환하는 과도기, 프롤레타리아 국제주의와 노동자 계급 정당에 대한 논의를 담은 문서로 여겨졌다. 이 문서는 자본주의의 이행 직후의 공산주의 사회의 낮은 단계에 대해서 "각자는 능력에 따라 일하고 기여한 만큼 받는다", 장래의 공산주의 사회의 높은 단계에서는 "각자는 능력에 따라 일하고 필요에 따라 받는다"고 제시했다. 낮은 단계에서의 기술에서는 "개인은 사회에서 받고 정확하게 준다"고 제시하였고 자본주의 사회에서 사회주의 사회로 전환하는 과도기의 국가를 프롤레타리아 독재로 제시했다. 고타 강령 비판은 그의 사후에 출판된 뒤부터 마르크스의 마지막 주요 문서 가운데 하나로 여겨졌다.
이 편지는 1891년 독일 사회민주당이 새로운 강령인 에르푸르트 강령 채택 의향을 선언했을 때 이를 비판한 프리드리히 엥겔스가 공개 출판하였다. 또한 프리드리히 엥겔스는 《에르푸르트 강령 비판》을 써서 출판했다.

## 같이 보기
- 마르크스주의